# Fritz Trucksäß
Fritz Trucksäß (* 25. Oktober 1874; † ) war ein deutscher Maschinenbauer und Unternehmer.

## Werdegang
Trucksäß studierte an der Höheren Maschinenbauschule in Stuttgart und an der Technischen Hochschule Charlottenburg. Im Anschluss trat er in den Dienst des Turbinen- und Papiermaschinenherstellers Voith in Heidenheim und kam später zur Maschinenfabrik W. Stohrer in Leonberg. Nach dem Tod des Firmengründers Wilhelm Stohrer übernahm er 1904 gemeinsam mit Robert Stohrer und Martin Meßner die Leitung der Firma und wurde schließlich deren Mitinhaber.
Er forcierte die Umstellung des Produktangebotes vom Landmaschinenbau hin zu einer Spezialisierung für Schlachthofeinrichtungen.
Auf zahlreichen Auslandsreisen konnte er Exportaufträge an Land ziehen, so die Einrichtung des Schlachthofs in Amsterdam. Bis 1959 wuchs die Zahl der Mitarbeiter von 30 auf 289 an.

## Ehrungen
- 1952: Verdienstkreuz am Bande der Bundesrepublik Deutschland